# Million Miles Away
Million Miles Away — сингл панк-рок группы The Offspring с альбома Conspiracy Of One. Сингл не попал в сборник Greatest Hits.
B-Сторона сингла «Sin City», является кавером на песню AC/DC,  который можно найти только в японском сборнике Happy Hour!

## Клип
Единственным музыкальным клипом песни было живое выступление, дублированное записанной версией песни, и режиссером была Дженнифер Лебо. Возможно,  это сыграло свою роль в его меньшем успехе как сингла. Запись состоялась на стадионе "Уэмбли Арена".

## Критика
Фанаты часто называют песню лучшей с альбома. Также, она более тяжёлая и серьёзная, чем предыдущие синглы. Однако, её мало исполняют на концертах.

## Трек-Лист

### Australia CD Maxi
| №  | Название                                          | Длительность |
| -- | ------------------------------------------------- | ------------ |
| 1. | «Million Miles Away»                              | 3:40         |
| 2. | «Dammit, I Changed Again» (Live at Wembley Arena) | 2:53         |
| 3. | «Sin City» (AC/DC Cover)                          | 4:24         |
| 4. | «Want You Bad» (Blag Dahlia Mix)                  | 3:15         |
| 5. | «Million Miles Away» (Apollo 440 Remix)           | 4:02         |

### UK CD Maxi 1[5]
| №  | Название                                                    | Длительность |
| -- | ----------------------------------------------------------- | ------------ |
| 1. | «Million Miles Away»                                        | 3:40         |
| 2. | «Sin City» (AC/DC Cover)                                    | 4:33         |
| 3. | «Staring at the Sun (Live)» (Taken from the film "Huck It") | 2:26         |
| 4. | «Million Miles Away» (CD Extra Video)                       | 3:40         |

### UK CD Maxi 2
| №  | Название                                          | Длительность |
| -- | ------------------------------------------------- | ------------ |
| 1. | «Million Miles Away»                              | 3:40         |
| 2. | «Dammit, I Changed Again» (Live at Wembley Arena) | 2:53         |
| 3. | «Bad Habit» (Live at Wembley Arena)               | 3:59         |

- Издание также включает в себя плакат.

## Чарты
| Чарт (2001)                          | Позиция |
| ------------------------------------ | ------- |
| Australia (ARIA)                     | 69      |
| Италия (FIMI)                        | 42      |
| Швейцария (Schweizer Hitparade)      | 97      |
| Великобритания (OCC UK Singles)      | 21      |
| Великобритания (OCC UK Rock & Metal) | 1       |